# Ахмедов, Ровшан
Ровшан Ахмедов (азерб. Rövşən Əhmədov; 18 января 1968) — советский и азербайджанский футболист, нападающий и полузащитник.

## Биография
В первенствах СССР выступал во второй и второй низшей лигах за «Кяпаз»/«Динамо» (Гянджа) и «Автомобилчи» (Евлах).
После распада СССР стал выступать в чемпионате Азербайджана за «Туран» (Товуз). В сезонах 1992 и 1992/93 со своим клубом завоёвывал бронзовые награды чемпионата, а в сезоне 1993/94 стал чемпионом страны.
В 1994 году перешёл в «Кяпаз», с которым в сезоне 1994/95 стал чемпионом Азербайджана. В сезоне 1995/96 стал бронзовым призёром чемпионата, а в споре бомбардиров разделил первое место с Назимом Алиевым и своим одноклубником Фазилем Парваровым, забив 23 гола. В сезоне 1996/97 занял третье место в споре бомбардиров (18 голов), а также стал обладателем Кубка Азербайджана. В составе «Кяпаза» принимал участие в матчах еврокубков.
На старте сезона 1997/98 перешёл в «Шамкир», с которым становился бронзовым (1997/98) и серебряным (1998/99) призёром национального чемпионата. В 1999 году стал финалистом Кубка страны. В 1999 году вернулся в «Кяпаз», с которым в сезоне 1999/00 стал серебряным призёром чемпионата и занял второе место среди бомбардиров (13 голов). В ходе сезона 2000/01 перешёл из «Кяпаза» в «Виляш», с этим клубом стал бронзовым призёром чемпионата.
В сезоне 2001/02 снова играл за «Кяпаз». В 2003 году вернулся в «Шамкир», с которым в сезоне 2003/04 завоевал серебряные награды национального первенства.
Всего в высшей лиге Азербайджана забил 116 голов. По состоянию на 2019 год занимает третье место по числу голов в лиге за всю историю.